# Alleyne Francique
Alleyne Francique (né le 7 juin 1976 à St Andrews) est un athlète grenadien spécialiste du 400 m, champion du monde en salle en 2004 et 2006. Il est l'entraîneur du sprinteur américain Wallace Spearmon.

## Carrière
En 2004, Alleyne Francique devient le premier athlète de Grenade à remporter un titre mondial en athlétisme, s'imposant en finale du 400 mètres des Championnats du monde en salle de Budapest devant le Jamaïcain Davian Clarke. Auteur de la meilleure performance de sa carrière sur le tour de piste le 8 mai à Osaka en 44 s 47, il termine au pied du podium des Jeux olympiques d'Athènes, derrière trois Américains. En 2006, le Grenadien conserve son titre lors des mondiaux indoor de Moscou en 45 s 54, devançant le Botswanais California Molefe. Il établit en 45 s 09 son meilleur temps de l'année pour remporter la médaille d'argent des Jeux du Commonwealth, derrière l'Australien John Steffensen. 
Alleyne Francique a participé à plusieurs finales mondiale de l'IAAF, terminant 2e en 2003, 5e en 2004, 7e en 2005, 6e en 2006 et 7e en 2007.

## Palmarès
| Date | Compétition                     | Lieu      | Résultat | Temps   |
| ---- | ------------------------------- | --------- | -------- | ------- |
| 2001 | Championnats du monde           | Edmonton  | 6e       | 46 s 23 |
| 2003 | Championnats du monde           | Paris     | 6e       | 45 s 48 |
| 2003 | Finale mondiale de l'athlétisme | Monaco    | 2e       | 45 s 25 |
| 2004 | Championnats du monde en salle  | Budapest  | 1er      | 45 s 88 |
| 2004 | Jeux olympiques                 | Athènes   | 4e       | 44 s 66 |
| 2004 | Finale mondiale de l'athlétisme | Monaco    | 5e       | 45 s 27 |
| 2005 | Finale mondiale de l'athlétisme | Monaco    | 7e       | 45 s 78 |
| 2006 | Championnats du monde en salle  | Moscou    | 1er      | 45 s 54 |
| 2006 | Jeux du Commonwealth            | Melbourne | 2e       | 45 s 09 |
| 2006 | Finale mondiale de l'athlétisme | Stuttgart | 6e       | 45 s 28 |
| 2006 | Coupe du monde des nations      | Athènes   | 4e       | 45 s 30 |
| 2007 | Finale mondiale de l'athlétisme | Stuttgart | 7e       | 46 s 27 |

## Records
| Épreuve | Épreuve      | Performance | Lieu         | Date            |
| ------- | ------------ | ----------- | ------------ | --------------- |
| 400 m   | En plein air | 44 s 47     | Osaka        | 8 mai 2004      |
| 400 m   | En salle     | 45 s 35     | Fayetteville | 24 février 2002 |